# Gotham Independent Film Awards 2019
La cerimonia di premiazione della 29ª edizione dei Gotham Independent Film Awards si è tenuta il 2 dicembre 2019 a New York.
Le candidature sono state annunciate il 24 ottobre 2019: i film che hanno ottenuto più candidature sono stati Diamanti grezzi, The Farewell - Una bugia buona, The Last Black Man in San Francisco e Storia di un matrimonio, con tre a testa. Il film più premiato è stato Storia di un matrimonio, con quattro statuette.

## Vincitori e candidati

### Miglior film
- Storia di un matrimonio (Marriage Story), regia di Noah Baumbach
- Diamanti grezzi (Uncut Gems), regia di Josh e Benny Safdie
- The Farewell - Una bugia buona (The Farewell), regia di Lulu Wang
- Le ragazze di Wall Street - Business Is Business (Hustlers), regia di Lorene Scafaria
- Waves, regia di Trey Edward Shults

### Miglior documentario
- Made in USA - Una fabbrica in Ohio (American Factory), regia di Steven Bognar e Julia Reichert
- Apollo 11, regia di Todd Douglas Miller
- Democrazia al limite (The Edge of Democracy), regia di Petra Costa
- Midnight Traveler, regia di Hassan Fazili
- One Child Nation, regia di Nanfu Wang e Jialing Zhang

### Miglior attore
- Adam Driver - Storia di un matrimonio (Marriage Story)
- Willem Dafoe - The Lighthouse
- Aldis Hodge - Clemency
- André Holland - High Flying Bird
- Adam Sandler - Diamanti grezzi (Uncut Gems)

### Miglior attrice
- Awkwafina - The Farewell - Una bugia buona (The Farewell)
- Elisabeth Moss - Her Smell
- Mary Kay Place - Diane
- Florence Pugh - Midsommar - Il villaggio dei dannati (Midsommar)
- Alfre Woodard - Clemency

### Premio Bingham Ray al miglior regista rivelazione
- Laure de Clermont-Tonnerre - The Mustang
- Kent Jones - Diane
- Joe Talbot - The Last Black Man in San Francisco
- Olivia Wilde - La rivincita delle sfigate (Booksmart)
- Phillip Youmans - Burning Cane

### Miglior interprete rivelazione
- Taylor Russell - Waves
- Julia Fox - Diamanti grezzi (Uncut Gems)
- Aisling Franciosi - The Nightingale
- Chris Galust - Give Me Liberty
- Noah Jupe - Honey Boy
- Jonathan Majors - The Last Black Man in San Francisco

### Miglior sceneggiatura
- Noah Baumbach - Storia di un matrimonio (Marriage Story)
- Lulu Wang - The Farewell - Una bugia buona (The Farewell)
- Tarell Alvin McCraney - High Flying Bird
- Jimmie Fails, Joe Talbot e Rob Richert - The Last Black Man in San Francisco
- Ari Aster - Midsommar - Il villaggio dei dannati (Midsommar)

### Miglior serie rivelazione - formato lungo
- When They See Us
- L'amica geniale
- Chernobyl
- David Makes Man
- Unbelievable

### Miglior serie rivelazione - formato breve
- PEN15
- Ramy
- Russian Doll
- Tuca & Bertie
- Undone

### Premio del pubblico
- Storia di un matrimonio (Marriage Story), regia di Noah Baumbach

### Made in NY Award
- Jason DaSilva

### Tributo alla carriera
- Glen Basner
- Laura Dern
- Ava DuVernay
- Sam Rockwell